# 情報処理の高度化等に対処するための刑法等の一部を改正する法律
情報処理の高度化等に対処するための刑法等の一部を改正する法律（じょうほうしょりのこうどかとうにたいしょするためのけいほうとうのいちぶをかいせいするほうりつ、平成23年6月24日法律第74号）は、いわゆるサイバー犯罪に対応するため、刑法ならびに関連法の改正に関する法律である。
2011年3月11日に閣議決定、同年4月1日に国会に上程、5月31日衆議院本会議にて可決、6月17日に参議院本会議にて可決、成立した。同年6月24日に公布され、同年7月14日（手続法整備に係る部分については2012年6月22日）に施行された。通称は「サイバー刑法」だが、法案制定に際し反対者が「コンピュータ監視法」という通称を用いていた例もある。

## 概要
本則6条、附則63条により構成される。増加を続けるサイバー犯罪などに適切に対処することを主目的とする。もともとは小泉政権時代から共謀罪（組織的な犯罪の処罰及び犯罪収益の規制等に関する法律の改正）と共に「犯罪の国際化及び組織化並びに情報処理の高度化に対処するための刑法等の一部を改正する法律案」として法制化が検討され、国会に3度法案が提出されたもののいずれも廃案になっている。また当時野党だった民主党や日弁連が「令状なし捜査」は問題であると指摘し条文改正が協議されてきた。
特筆すべき点は、本法においてコンピュータウイルス（マルウェア）を「人が電子計算機を使用するに際してその意図に沿うべき動作をさせず、又はその意図に反する動作をさせるべき不正な指令を与える電磁的記録」とし、正当な理由がないのに、無断で他人のコンピュータにおいて実行させる目的で、コンピュータウイルスの作成や提供をした場合を不正指令電磁的記録に関する罪として犯罪化する旨を規定している。
また刑事訴訟法第99条に「コンピュータネットワーク等の電気通信回線に接続する電子計算機の自己作成データ等の差押え」を新設することが定められている。従来の捜査ではサーバ機器全体を差し押さえるしかなかったが、これにより例えばメールサーバやリモートストレージサービスのサーバから捜査に関連するデータ（電子メールなど）のみを捜査機関が差押、押収することが可能となる。
その他、刑法175条にて「電気通信の送信によりわいせつな電磁的記録その他の記録の頒布」、またその2項にて「有償頒布目的で前項の物を所持し、又は同項の電磁的記録の保管」を罰する規定が新設された。これによりわいせつ画像等を電子メールなどで送信することは処罰対象となる。

## 法律成立まで
本法の国会上程後から成立前後にかけて、いくつかの個人、団体が本法に対する疑問点を述べている。
日弁連は日弁連会長名にて、本法案の「不正指令電磁的記録作成等の罪」については、条文の曖昧さに係り捜査機関による恣意的な検挙が行われる可能性がある点、「記録命令付差押えや電磁的記録に係る記録媒体の差押えの執行方法」については、通常電子計算機は差押に関連しない電磁的記録も大量に含まれている故日本国憲法第35条や刑事訴訟法第219条による「一般令状の禁止」の観点から「他の記録媒体等に複写可能な場合における電磁的記録に係る記録媒体の差押」禁止（補充性による）や複写元と複写先の電磁的記録の同一性確保が守られるかどうか疑念がある点、「接続サーバ保管の自己作成データ等の差押え（リモート・アクセス）」については、LAN・WAN接続下にある場合極めて多くの電子計算機が電気通信回線に接続しているため、差押対象となる電子計算機の特定性確保が困難である点、「通信履歴の保全要請」が任意捜査であり、日本国憲法第21条2項2文の通信の秘密に反する点、以上4点の問題点と、本法案成立後に予測されるサイバー犯罪条約批准に伴う通信傍受法改正に対する危惧を述べている。
2011年5月27日、衆議院法務委員会で法務大臣江田五月は、野党議員からの質問を受けていわゆる未必の故意によるソフトウェアのバグを放置し続けた場合、不正指令電磁的記録提供の罪に問われるとの答弁を述べた。これに対し情報処理学会は、使用、提供、供用開始後に発覚し不正を意図していないバグやセキュリティホールは対象とするべきではなく、平成16年経済産業省告示第235号「ソフトウェア等脆弱性関連情報取扱基準」により既にセキュリティホールへの対処等がなされている点を認識すべきとの要望を述べた。加えて同団体やインターネットユーザー協会（MIAU）などはとりわけ自動公衆送信等により提供される自由ソフトウェア等の頒布活動がこの法案の影響により萎縮してしまうとの声明を発表している。
同年6月14日、高木浩光は参議院法務委員会にて「不正指令電磁的記録に関する罪」について意見陳述を行い、法案解釈、立法趣旨に齟齬がある点、先日の江田の答弁が法案解釈に問題を与える点、正当な目的を持ってして作成されたプログラムが「プログラム使用者の意図に反する」ということだけで本法案の対象になる点、以上の3点について重大な問題があるとの意見を述べた。その二日後、6月16日に参議院法務委員会にて本法案の適切な運用を求める附帯決議がなされ委員会を通過、翌6月17日、参議院本会議で可決された。法務省は法案に関するQ&Aで不正指令電磁的記録作成ならびに提供の罪は故意犯であり、プログラミングの過程で誤ってバグを発生させても犯罪の構成要件に該当しないとの見解を述べている。
本法の成立をもって以前から準備が進められていたサイバー犯罪条約批准の見通しが立ったとされる。
施行日は2011年7月14日。ただし、手続法整備に係る部分については、公布の日から起算して１年を超えない範囲内において政令で定める日（2012年6月22日)）であった。